# Walter Geffcken
Walter Geffcken (* 4. April 1872 in Hamburg; † 9. April 1950 in Kreut bei Rosenheim) war ein deutscher Maler, der vor allem mit Rokokoszenerien bekannt wurde.

## Leben und Werk

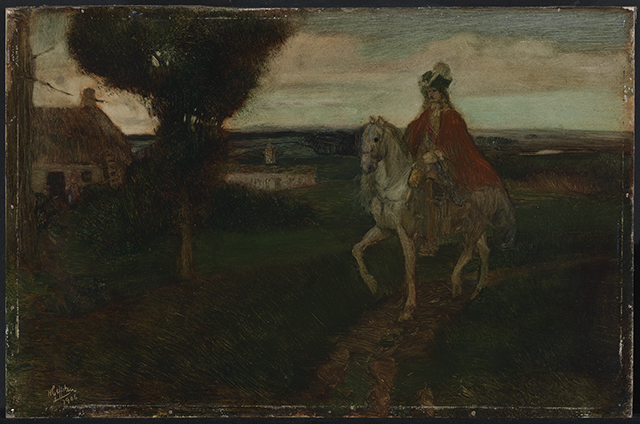
Walter Geffcken: Der Reiter, 1906, Öl/Pappe. Staatliche Kunsthalle Karlsruhe

1889 bis 1891 besuchte Geffcken die private Kunstschule von Heinrich Knirr in München. 1891–1894 studierte er an der Académie Julian in Paris bei Jean-Paul Laurens und Jean-Joseph Benjamin-Constant. Danach zog er nach Italien, von wo aus er um 1897 einfarbige Stillleben zu Ausstellungen nach München schickte. In München heiratete er 1900 Alwine Frieß. Dort war er ab 1905 für die Zeitschrift Jugend tätig und stellte regelmäßig im Glaspalast aus. Er war Mitglied der „Luitpold-Gruppe“, einem gemäßigten Zusammenschluss von Künstlern, der aus der „Münchner Künstlergenossenschaft“ hervorgegangen war. 1926 wurde er als Mitglied der Aufnahmejury des „Künstlerbundes Bayern“ zusammen mit Paul Bürck, Ernst Liebermann, Hermann Urban und Carl Blos als Professor Walter Geffcken gelistet; den Titel trug er seit etwa 1916. Seine Werke befinden sich heute in Sammlungen in Bonn, Hamburg, Karlsruhe, Mannheim, Nürnberg, Würzburg, im Münchner Lenbachhaus und im Von der Heydt-Museum in Wuppertal.
Geffcken malte neben den Rokokoszenerien auch Bauernbilder, Interieurs, Landschaften sowie Porträts, darunter eines von Thomas Mann. In dessen Roman Doktor Faustus soll er als Vorlage für den Porträtisten „Glattmaler Nottebohm“ gedient haben. Bemerkenswert fand man seine „Ölwischtechnik“ für monochrome Bilder.